# Poesia vernacolare anconetana
La poesia vernacolare anconetana è uno stile poetico in dialetto anconetano caratteristico quindi di Ancona e dintorni.

## Storia
La poesia vernacolare anconitana è particolarmente ricca rispetto ad alcune letterature dialettali, ma rispetto ad altre nasce in ritardo. In breve ha, però, avuto una serie di cultori che le hanno fatto guadagnare, in un certo senso, il tempo perduto. Infatti mentre in Toscana, in Sicilia e in Campania si può parlare di letteratura tardo medievale o rinascimentale, in Ancona i primi scritti letterari apparvero solo nella seconda metà dell'800.

## Principali esponenti

### Ugo Cori Braga
Nato nel 1843 e morto il 26 novembre 1869. Di professione avvocato, fu il primo scrittore vernacolare anconitano e tra il 1859 e il 1862 fu autore di una ventina di poesie.

### Carlo Filippo Rosa
Era un commerciante di calzature e scrisse una decina di poesie tra il 1864 ed il 1865. La sua produzione fu prevalentemente in sonetti.

#### Contributi
- Uno fu pubblicato da Domenico Spadoni ne L'Esposizione Marchigiana, 1905;
- Quattro furono pubblicati postumi da Giovanni Crocioni ne La Poesia Dialettale ed il Risorgimento, 1927;
- Due da Palermo Giangiacomi nel Corriere Adriatico, 1931.

### Attilio Giantomassi

#### Pubblicazioni
- 39 racconti e dialoghi ne Il Birichino (dal 1910 al 1911);
- 14 racconti e dialoghi ne Il Marchigiano Birichino (dal 1913 al 1916);
- 4 racconti e dialoghi nel Rigoletto (nel 1915);
- 26 racconti e dialoghi nel Rigoletto Dorico (dal 1916 al 1917).

### Emilio Giantomassi
Fratello gemello di Attilio. Quasi tutti i suoi lavori sono in chiave umoristica o satirica, e prendono di mira fatti sociopolitici delle Marche.

#### Pubblicazioni
- 51 racconti e dialoghi ne Il Marchigiano Birichino (dal 1913 al 1916),
- 5 racconti e dialoghi nel Rigoletto (nel 1915)
- 12 racconti e dialoghi nel Rigoletto Dorico (dal 1916 al 1917).

### Eugenio Gioacchini
Eugenio Maceo Gioacchini detto Ceriago, nato ad Ancona il 10 ottobre 1900 e morto ad Ancona il 15 aprile 1964.

#### Opere
- 'Na chiachiarata cun Nona bon'anima. Tipografia Giovagnoli, 1949
- Magnamo el pesce (a cura dell'Ente Provinciale Turismo Ancona, 1953)
- Sfrigi. Tipografia Giovagnoli, 1956
- Fresche e bone. Tipografia Trifogli, 1974 (opera postuma)

### Ernesto Marini
Detto Nazarè.

#### Opere
- Le terme de San Vitore. Ancona, 1975.
- Fifa da fa stride e storie da fa ride. Ancona, Fagnani, 1976.
- Pianto, amore e un po' de bonumore. Ancona, Fagnani, 1976.
- Se sai d'Ancona lègeme. Ancona, Fagnani, 1977.
- El Cavagliere Marachela al mare. Ancona, 1977.
- El ciceró del porto. Ancona, Fagnani, 1978.
- El vernaculo de Nazarè. Ancona, Fagnani, 1978.
- La voce e l'anima del populo. Ancona, Fagnani, 1983.
- [alcune poesie in Ancona, il suo vernacolo. Ancona, Comitato Manifestazioni Varanesi, 1999.]

### Palermo Giangiacomi
Nato ad Ancona il 14 marzo 1877 ed ivi morto il 22 marzo 1939. Scrittore e poeta, fu anche direttore della Biblioteca comunale di Ancona e studioso del Risorgimento e della storia locale.

#### Opere
- Guida di Ancona. Editrice Fogola, 1923
- Guida spirituale di Ancona. Editrice Fogola, 1932
- Palermo Giangiacomi - Opere scelte. Gilberto Bagaloni Editore, 1980
- L'imbriago - Scene anconitane, farsa in 2 quadri, 1909

### Saturno Schiavoni
Conosciuto come "Turno" Schiavoni, nato ad Ancona 14 settembre 1899 e morto a Roma il 21 settembre 1971. Commediografo teatrale oltre che poeta vernacolare.

#### Opere
- Teatro - Poesie in dialetto anconitano
- Poesie in vernacolo anconitano